# Юргенсон, Айли
Айли Юргенсон (эст. Aili Jürgenson, в замужестве Айли Йыги; 25 мая 1931 — 9 августа 2017) — эстонская школьница, которая ночью 8 мая 1946 года взорвала временный деревянный памятник советским солдатам в Таллине. Она действовала совместно со своей школьной подругой Агеэдой Паавел (эст. Ageeda Paavel). Своим мотивом Юргенсон назвала ответную месть за уничтожение властями памятников эстонским солдатам, погибшим в войне за независимость Эстонии. Обе школьницы были приговорены к длительным срокам лишения свободы. В 1998 году получила из рук эстонского президента государственную награду — орден Орлиного креста.

## Биография
Поздно вечером 8 мая 1946 года Айли с подругой заложили взрывное устройство в основание советского памятника. Памятник находился вблизи остановки общественного транспорта, однако при взрыве никто не пострадал. Тем не менее, той же ночью властям удалось восстановить памятник и уже утром 9 мая он снова был на месте.
Первоначально Айли не попала в круг подозреваемых, однако через восемь дней её арестовали после того, как она пыталась найти врача для одного из «лесных братьев» (участника националистических вооружённых групп, не признававших советской власти и боровшихся за независимость Эстонии). Своё 15-летие Айли встретила в таллинской тюрьме МВД. Трибунал признал её виновной в терроризме и приговорил к восьми годам заключения. Юргенсон отбывала наказание в лагере системы ГУЛАГ в Коми. Позднее Юргенсон вспоминала, что она не могла терпеть, как советские власти разрушают их памятники.
В лагере работала на угольной шахте, познакомилась и вышла замуж за Юло Йыги, участника диверсионной группы абвера «Эрна». В начале 1970-х супруги вернулись в Эстонию, где Юргенсон работала спортивным инструктором. В 1991 году была реабилитирована.
В 1998 году Юргенсон и её подругу Агеэду Паавел президент Эстонии Леннарт Мери наградил орденом Орлиного креста «за военные заслуги как борца за свободу». Принимала участие в деятельности партии «Союз Отечества», в частности, дискутировала с противниками переноса
Бронзового солдата.